# Municipio de Hadley (Misuri)
El municipio de Hadley (en inglés: Hadley Township) es un municipio ubicado en el condado de San Luis en el estado estadounidense de Misuri. En el año 2010 tenía una población de 34816 habitantes y una densidad poblacional de 2.446,77 personas por km².

## Geografía
El municipio de Hadley se encuentra ubicado en las coordenadas 38°37′59″N 90°19′10″O / 38.63306, -90.31944. Según la Oficina del Censo de los Estados Unidos, el municipio tiene una superficie total de 14.23 km², de la cual 14.23 km² corresponden a tierra firme y (0%) 0 km² es agua.

## Demografía
Según el censo de 2010, había 34816 personas residiendo en el municipio de Hadley. La densidad de población era de 2.446,77 hab./km². De los 34816 habitantes, el municipio de Hadley estaba compuesto por el 75.18% blancos, el 12.46% eran afroamericanos, el 0.2% eran amerindios, el 8.38% eran asiáticos, el 0.06% eran isleños del Pacífico, el 0.82% eran de otras razas y el 2.9% pertenecían a dos o más razas. Del total de la población el 3.48% eran hispanos o latinos de cualquier raza.